# Vilâyet Kosova

Kosova als Teil des Osmanischen Reiches

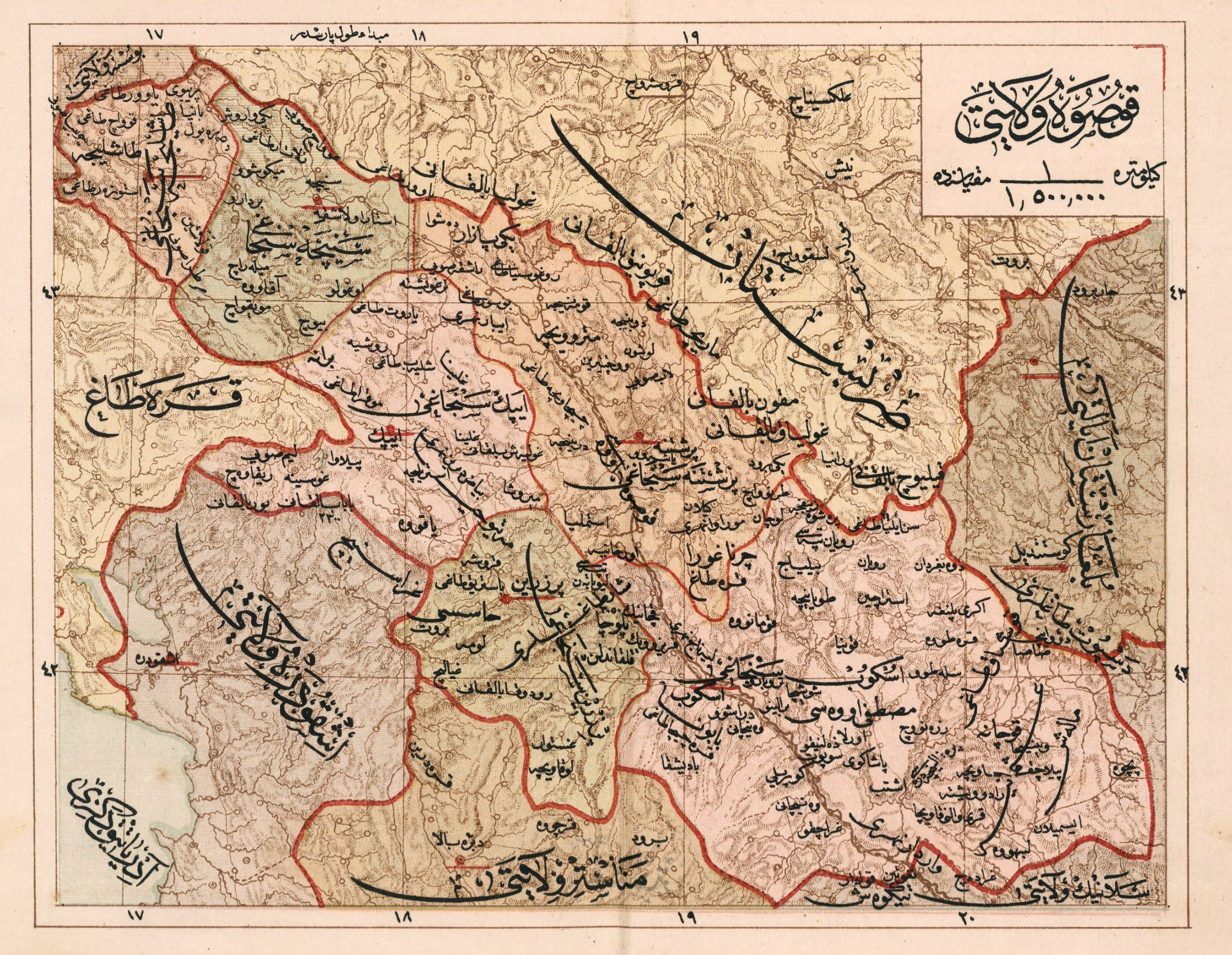
Das Gebiet des Vilâyets Kosova (1907)

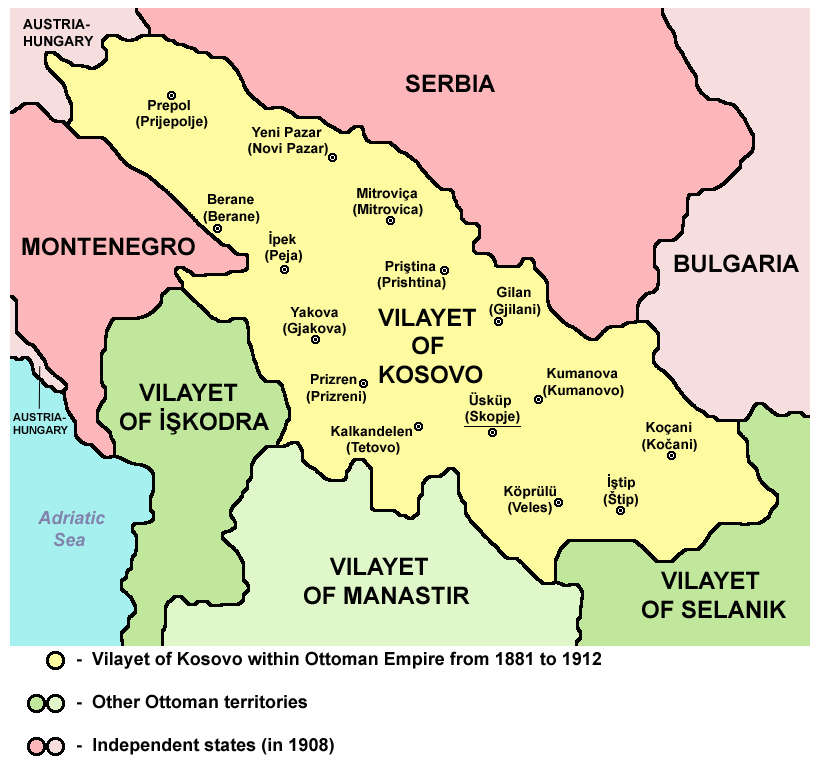
Das Gebiet des Vilâyets von Kosova

Das Vilâyet Kosova (osmanisch ولايت قوصوه İA Vilâyet-i Kosova, albanisch Vilajeti i Kosovës, serbisch Косовски вилајет Kosovski vilajet, mazedonisch Косовски вилает Kosovski vilaet, türkisch Kosova Vilâyeti) war ein Vilâyet des Osmanischen Reiches auf der Balkanhalbinsel. Die Hauptstadt war Üsküp, das heutige Skopje.

## Geschichte
Das Vilâyet Kosova wurde nach einer Verwaltungsreform im Jahre 1877 aus der Provinz Prizren in Rumelien geschaffen und war somit auch die Geburtsstunde dieses Toponyms.
Die Grenzen der Provinz verschoben sich, als das Osmanische Reich – als Folge des nach dem russisch-türkischen Krieges 1877–1878 und des Berliner Kongress – Gebiete an die Nachbarländer verlor. Danach wurden auch reichsintern Teile der Provinz Kosova – darunter die Stadt Monastir – in die Provinz Thessaloniki verlegt.
Im Jahre 1878 kam das Sandschak Novi Pazar, eine Unterteilung der Provinz Kosova, unter österreichisch-ungarische militärische Besatzung, unter der es bis 1908 blieb. Nach den Balkankriegen von 1912 und 1913 wurde die Provinz zwischen Montenegro, Serbien, Albanien und  Bulgarien aufgeteilt, und die geteilten Gebiete den jeweiligen Staaten einverleibt.

## Organisation
- Sandschak Üsküp, Üsküp
- Sandschak Priştine, Priştine
- Sandschak Prizren, Prizren
- Sandschak İpek, İpek
- Sandschak Yeni Pazar, Yeni Pazar
- Sandschak Taşlıca, Taşlıca

## Städte
Neben der Hauptstadt Üsküp gab es eine Reihe weiterer wichtiger Städte im Vilâyet Kosovo (türkischer bzw. osmanischer Name):
- Priştine
- Gilan
- Kumanova
- Koçani
- İştip
- Köprülü
- Kalkandelen
- Prizren
- Yakova
- Mitroviça
- İpek
- Berane
- Yeni Pazar
- Seniçe
- Semi Pazar
- Taşlıca